# Digonodes matama
Digonodes matama är en fjärilsart som beskrevs av William Schaus 1901. Digonodes matama ingår i släktet Digonodes och familjen mätare. Inga underarter finns listade i Catalogue of Life.